# Hexarthra polyodonta
Hexarthra polyodonta är en hjuldjursart som först beskrevs av Hauer 1957.  Hexarthra polyodonta ingår i släktet Hexarthra och familjen Hexarthridae.

## Underarter
Arten delas in i följande underarter:
- H. p. jasperina
- H. p. polyodonta
- H. p. soaplakeiensis